# 芋螺科
芋螺科（学名：Conidae）是海洋裡腹足类软体动物的一科海螺，体型范围差别很大。
芋螺科原來是一個亞科級（Coninae）的分類，名稱源於其圓錐形的外貌，是芋螺總科的成員；而根據2014年的分類，現時的芋螺總科物種只包括過往屬於芋螺科的物種，而現時的芋螺科物種原來都屬於芋螺亞科。
截至2015年3月，本科包括有800個已辨識的物種，相比於林奈時的18世紀，當時只有30個已辨識的物種，到現在還有效。
这一科的海螺都是嫻熟的掠夺性动物。這些物種的齒舌上有異化了的舌齿。這些舌齒連往含有神经毒素的毒腺，牠們把形状类似鱼叉的牙齿伸出其嘴部，用以捕获猎物。
由於所有芋螺都有毒，牠們也可能會螫中人類，因此處理芋螺活體時要小心處理，免得過不應接觸。

## 現行的2014年分類
根據Puillandre, Duda, Meyer, Olivera & Bouchet (2014)在《軟體動物研究期刊》（Journal of Molluscan Studies）發表的分類，舊有的芋螺屬分類被重新定義：作者們透過對本科329個物種進行分子系統發育分析，結果表明這329個物種屬於同一個科，但可再細分成四個屬，分別是芋螺屬（Conus）、Conasprella屬、Profundiconus屬和Californiconus屬。
作者們將本科所有已知物種的85%歸為芋螺屬，當中可再細分為57個亞屬；而在Conasprella屬內也可細分為11個亞屬。
本科包括以下属：
- Californiconus J. K. Tucker & Tenorio, 2009
- Conasprella Thiele, 1929
- Conasprelloides
- † Conilithes Swainson, 1840
- † Contraconus Olsson & Harbison, 1953
- 芋螺屬 Conus Linnaeus, 1758
- † Eoconus J. K. Tucker & Tenorio, 2009
- † Hemiconus Cossmann, 1889
- † Herndliconus Petuch & Drolshagen, 2015
- Kenyonia Brazier, 1896
- Lilliconus G. Raybaudi Massilia, 1994
- Malagasyconus Monnier & Tenorio, 2015
- † Papilliconus Tracey & Craig, 2017
- Profundiconus Kuroda, 1956
- Pseudolilliconus J. K. Tucker & Tenorio, 2009
- Pygmaeconus Puillandre & Tenorio, 2017
- † Tequestaconus Petuch & Drolshagen, 2015

## 分類的演變歷史

### 概述
在1993年以前，本科就只有芋螺属一個屬。到了1993年，Taylor et al.對本科的現有分類作大幅度修訂，把芋螺科分為多個亞科，而這些亞科有很多本來是被歸在Turridae之下。至於原來的芋螺屬，被移到了芋螺亞科之下。
在2009年和2011年，這個科的分類基於分子系統發生學的結果（見下文）再作進一步變化：原來從Turridae科移到芋螺科的亞科被提升到科的地位。於是，芋螺科結果又再剩下本來就屬於這個科的物種。

## 芋螺科物種的毒液的特性及生物技術

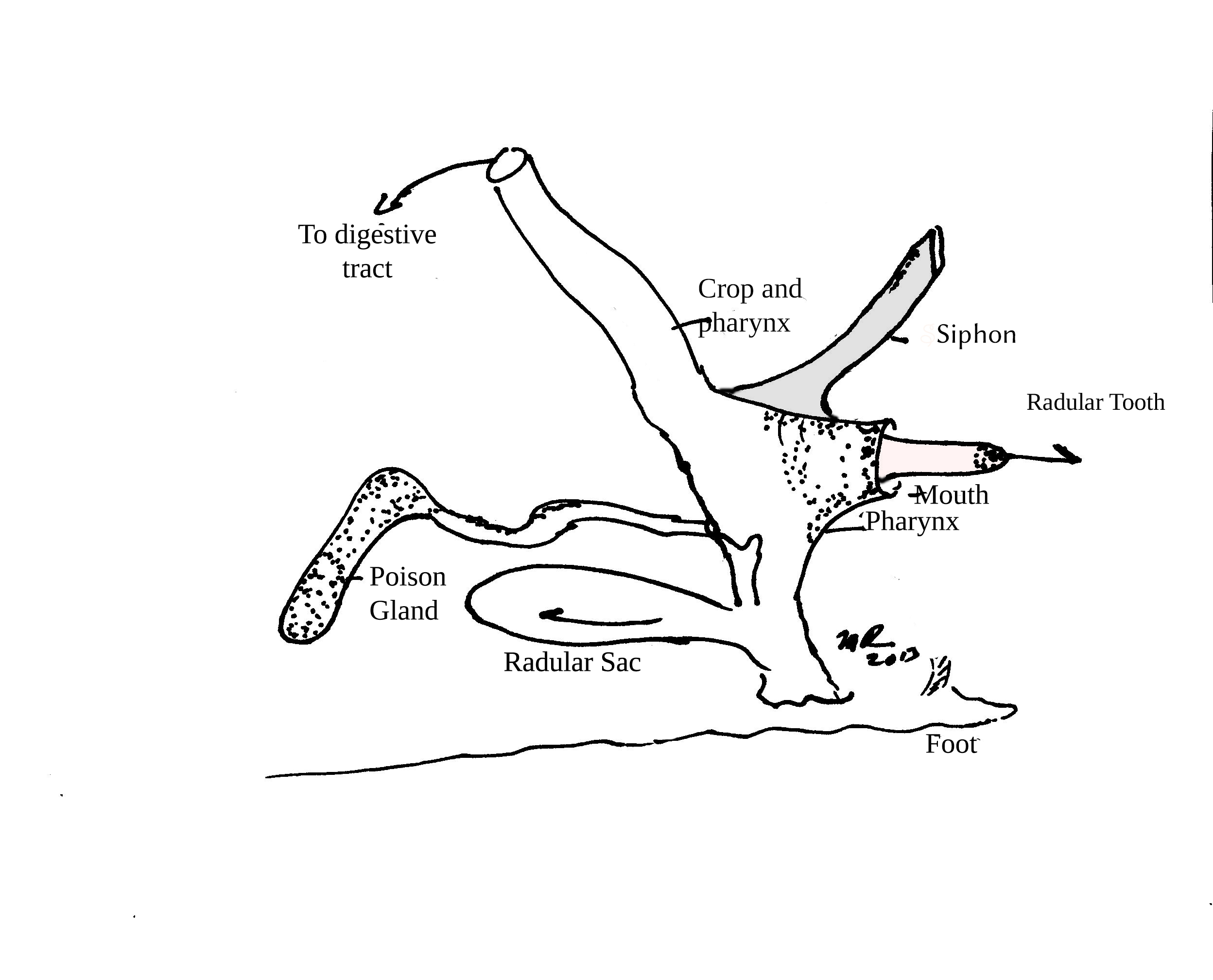
Cone snail venom apparatus

芋螺科海螺捕获猎物的毒液由肽的混合物组成，称作芋螺肽（conopeptides）。毒液由10至30个氨基酸组成，但偶尔也多达60个。每种芋螺科海螺毒液可能包含多达200个的药理活性成分。据估计，已经发现超过50000种芋螺肽，因为每种芋螺科海螺的毒液都不同。
現時人類被芋螺科物種毒死的紀錄約30筆。

## 參看
- ConoServer：芋螺肽的數據庫[5]。這些數據在醫學研究非常重要。

## 延伸阅读
- Kohn A. A. (1992). Chronological Taxonomy of Conus, 1758-1840". Smithsonian Institution Press, Washington and London.
- Monteiro A. (ed.) (2007). The Cone Collector 1 （页面存档备份，存于）: 1-28.
- Taylor, J. D.; Kantor, Yu. I.; Sysoev, A. V. . Bull. Nat. Hist. Mus. 1993, 59: 125–169.
- Tucker J.K. & Tenorio M.J. (2009), Systematic Classification of Recent and Fossil Conoidean Gastropods, ConchBooks, Hankenheim, Germany, 295 pp.
- Berschauer D. (2010). Technology and the Fall of the Mono-Generic Family The Cone Collector 15 （页面存档备份，存于）: pp. 51–54
- Puillandre, N.; Meyer, C.P.; Bouchet, P.; Olivera, B.M. . Zoologica Scripta. 2011, 40 (4): 350–363. PMC 3123138 . PMID 21712968. doi:10.1111/j.1463-6409.2011.00478.x.
- Puillandre, N.; Duda, T.F.; Meyer, C.; Olivera, B.M.; Bouchet, P. . Journal of Molluscan Studies. 2015, 81: 1–23. doi:10.1093/mollus/eyu055.
- M.J. Tenorio, Cone radular anatomy as a proxy for phylogeny and for conotoxin diversity; researchgate.net （页面存档备份，存于）
- Puillandre, N.;  et al. . Mol. Phylogenet. Evol. 2014, 78: 290–303. doi:10.1016/j.ympev.2014.05.023.

## 外部連結
- Nature article on the venom （页面存档备份，存于）
- 芋螺科在NCBI的頁面連結